# 98 Degrees and Rising
98 Degrees and Rising è il secondo album in studio del gruppo musicale statunitense 98 Degrees, pubblicato il 20 ottobre 1998.

## Tracce
1. Intro – 0:41
2. Heat It Up – 4:15
3. If She Only Knew – 4:27
4. I Do (Cherish You) – 3:45
5. Fly with Me – 3:49
6. Still – 4:00
7. Because of You – 4:57
8. Give It Up (Interlude) – 1:31
9. Do You Wanna Dance – 4:14
10. True to Your Heart (feat. Stevie Wonder) – 4:15
11. To Me You're Everything – 4:09
12. The Hardest Thing – 4:34
13. She's Out of My Life – 3:07

## Formazione
- Justin Jeffre
- Drew Lachey
- Nick Lachey
- Jeff Timmons

## Classifiche

### Classifiche settimanali
| Classifica (1999) | Posizione massima |
| ----------------- | ----------------- |
| Australia         | 27                |
| Nuova Zelanda     | 33                |
| Stati Uniti       | 14                |

### Classifiche di fine anno
| Classifica (1999) | Posizione |
| ----------------- | --------- |
| Stati Uniti       | 25        |
| Classifica (2000) | Posizione |
| Stati Uniti       | 92        |